# The Great Victor Herbert
The Great Victor Herbert è un film del 1939 diretto da Andrew L. Stone.